# The Martha Washington Inn & Spa
Pour les articles homonymes, voir Washington.
The Martha Washington Inn & Spa est un hôtel américain situé à Abingdon, en Virginie. Installé dans un bâtiment construit en 1832, cet établissement est membre des Historic Hotels of America depuis 1991.